# Gerald Ames
Gerald Ames, nato Percy Gerald Ames  (Blackheath, 12 settembre 1880 – Londra, 2 luglio 1933), è stato un attore, regista e schermidore britannico, nonché un pioniere del cinema muto britannico.
Schermitore di valore, rappresentò nel 1912 il Regno Unito alle Olimpiadi di Stoccolma nella spada individuale.
Era sposato all'attrice Mary Dibley.

## Filmografia

### Attore
- She Stoops to Conquer, regia di George Loane Tucker (1914)
- The Black Spot
- The Cage, regia di George Loane Tucker (1914)
- The Kitchen Countess, regia di Ralph Dewsbury (1914)
- A Highwayman's Honour, regia di Siegfried von Herkomer (1914)
- England's Menace, regia di Harold M. Shaw (1914)
- The Difficult Way
- On His Majesty's Service
- The King's Minister
- The Fringe of War
- The Revenge of Mr. Thomas Atkins
- 1914
- The Middleman
- Brother Officers
- The King's Outcast
- The Prisoner of Zenda
- Rupert of Hentzau, regia di George Loane Tucker (1915)
- The Sons of Satan, regia di George Loane Tucker (1915)
- The Shulamite
- The Derby Winner
- Whoso Diggeth a Pit
- A Man of His Word
- Love in a Wood
- The Christian, regia di George Loane Tucker (1915)
- You
- The Game of Liberty
- Paste
- Boundary House, regia di Cecil M. Hepworth (1918)
- Broken in the Wars, regia di Cecil M. Hepworth (1919)
- Sheba, regia di Cecil M. Hepworth (1919)
- The Forest on the Hill, regia di Cecil M. Hepworth (1919)
- Sunken Rocks, regia di Cecil M. Hepworth (1919)
- Comradeship, regia di Maurice Elvey (1919)
- Possession, regia di Henry Edwards (1919)
- The Nature of the Beast, regia di Cecil M. Hepworth (1919)
- Anna the Adventuress, regia di Cecil M. Hepworth (1920)
- Mrs. Erricker's Reputation, regia di Cecil M. Hepworth (1920)
- Helen of Four Gates, regia di Cecil M. Hepworth (1920)
- Alf's Button, regia di Cecil M. Hepworth (1920)
- Aylwin, regia di Henry Edwards (1920)
- The Amazing Quest of Mr. Ernest Bliss, regia di Henry Edwards (1920)
- John Forrest Finds Himself, regia di Henry Edwards (1920)
- Tansy, regia di Cecil M. Hepworth (1921)
- Wild Heather, regia di Cecil M. Hepworth (1921)
- Mr. Justice Raffles, regia di Gerald Ames e Gaston Quiribet (1921)
- The Rising Generation, regia di George Dewhurst e Harley Knoles (1928)

### Regista
- Once Aboard the Lugger, co-regista Gaston Quiribet (1920)
- Great Snakes, co-regia Gaston Quiribet (1920)
- Mr. Justice Raffles, co-regista Gaston Quiribet (1921)
- Hereward the Wake
- Robin Hood's Men
- In Tudor Days
- The Tavern Brawl
- In Sheridan's Days
- For Love of a Lady